# Arab as-Safa
Arab as-Safa (arab. عرب الصفا) – nieistniejąca już arabska wieś, która była położona w Dystrykcie Beisan w Mandacie Palestyny. Wieś została wyludniona i zniszczona podczas I wojny izraelsko-arabskiej, po ataku sił żydowskiej Hagany w dniu 20 maja 1948 roku.

## Położenie
Arab as-Safa leżała w południowo-wschodniej części Doliny Bet Sze’an. Wieś była położona w depresji rzeki Jordan na wysokości -225 metrów p.p.m., w odległości 7 kilometrów na południowy wschód od miasta Beisan. Według danych z 1945 roku do wsi należały ziemie o powierzchni 1251,8 ha. We wsi mieszkało wówczas 650 osób.
| własność gruntów | powierzchnia gruntów (hektary) |
| ---------------- | ------------------------------ |
| Arabowie         | 754,9                          |
| Żydzi            | 252,3                          |
| publiczne        | 244,6                          |
| Razem            | 1251,8                         |

| Rodzaj użytkowanych gruntów | Arabowie (hektary) | Żydzi (hektary) |
| --------------------------- | ------------------ | --------------- |
| uprawy nawadniane           | -                  | 1,4             |
| uprawy zbóż                 | 837,1              | 246             |
| uprawa cytrusów             | -                  | 4,9             |
| nieużytki                   | 162,4              | -               |

## Historia
W okresie panowania Brytyjczyków Arab al-Safa była średniej wielkości wsią, której mieszkańcy utrzymywali się z upraw zbóż.

Przyjęta 29 listopada 1947 roku Rezolucja Zgromadzenia Ogólnego ONZ nr 181 przyznała te tereny państwu żydowskiemu. Podczas I wojny izraelsko-arabskiej, w dniu 20 maja 1948 roku żołnierze żydowskiej organizacji paramilitarnej Hagana zajęli wieś Arab al-Safa. Wysiedlono wówczas jej mieszkańców, a następnie wyburzono wszystkie domy.

## Miejsce obecnie
Teren wioski Arab as-Safa został zajęty przez pola uprawne kibucu Sede Elijjahu. Palestyński historyk Walid Chalidi, tak opisał pozostałości wioski Arab as-Safa: „Na terenie wsi stoją trzy palmy. Okoliczne ziemie są wykorzystywane do uprawy pszenicy„.